# Franz Zitz

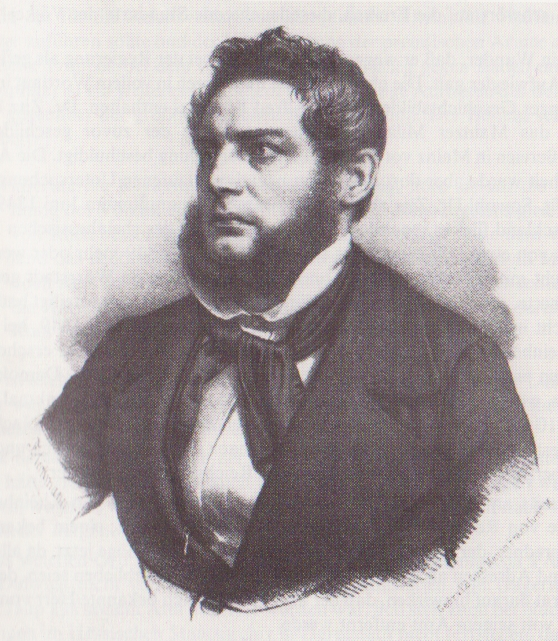
Zeitgenössischer Stich von Franz Zitz

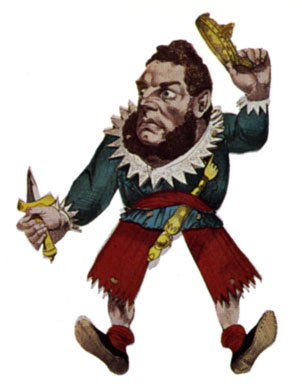
Zeitgenössische Karikatur

Franz Heinrich Zitz (* 18. November 1803 in Mainz; † 30. April 1877 in München) war ein deutscher Politiker und Mitglied der Nationalversammlung in der Frankfurter Paulskirche.

## Leben
Franz Zitz war der Sohn des Weinhändlers Franz Ferdinand Zitz und dessen erster Ehefrau Barbara geborene Schneiderhenn. Franz Zitz, der katholischer Konfession war, studierte Rechtswissenschaft in Gießen (Immatrikulation am 29. Oktober 1821) und Göttingen. In Gießen wurde er 1822 Mitglied des Corps Rhenania. Nach der Promotion zum Dr. iur. in Gießen war er ab 1836 als Rechtsanwalt am neu geschaffenen Kreisgericht Alzey und ab 1840 am Kreisgericht Mainz tätig. Er wurde in die Advokaten-Anwaltskammer gewählt und war dort ab 1843 Sekretär. In Alzey trat er der Freimaurerloge Carl zum neuen Lichte bei und wurde zum Redner der Loge gewählt. In Mainz engagierte er sich im Karnevalsverein (1843–1844 Präsident des Mainzer Carneval-Verein 1838 e. V.), der sich unter seiner Präsidentschaft weitgehend politisierte. Mit der Mainzer Schriftstellerin Kathinka Zitz-Halein war er seit 1837 mehrere Jahre verheiratet.
1848 war er Mitglied des Vorparlaments. 1848 setzte Zitz sich bei der Großherzoglich Hessischen Regierung in Darmstadt erfolgreich für die Forderungen der Märzrevolution ein. Während einer großen Volksversammlung am 8. März 1848 hielt Zitz eine Ansprache zu den Märzforderungen vom Balkon des Theaters aus, die mit einem Hoch auf „Freiheit, Ordnung und Gesetzlichkeit“ endete. Er war der Führer der Mainzer Demokraten und Oberst der Bürgergarde. Der Bezirksrat des Regierungsbezirks Mainz wählte ihn am 29. November 1848 in seiner konstituierenden Sitzung zu seinem Präsidenten.
In der 11. Wahlperiode (1847–1849) war er Abgeordneter der zweiten Kammer der Landstände des Großherzogtums Hessen. In den Landständen vertrat er den Wahlbezirk der Stadt Mainz.
Bei der Wahl zur Nationalversammlung erhielt er 214 von 296 Stimmen. Er gehörte dort bald dem radikalen linken Flügel an, der Fraktion Donnersberg. Am 1. März 1849 trat er aus der Nationalversammlung aus, da ihm diese zu gemäßigt war.
Er beteiligte sich 1849 gemeinsam mit Ludwig Bamberger an der Reichsverfassungskampagne in (Baden und der Pfalz) an der Spitze des rheinhessischen Freikorps. Nach der Niederlage der Revolutionäre flüchtete er in die Schweiz. Seit dem 13. Juni 1849 wurde er in Hessen steckbrieflich gesucht. Am 16. Juli 1849 verbot der Schweizer Bundesrat die länger andauernde Anwesenheit der geflüchteten Revolutionäre in der Schweiz und Zitz emigrierte in die USA, wo er gemeinsam mit Julius Fröbel als Advokat arbeitete. Am 20. Februar 1851 wurde er in Abwesenheit vom großherzoglich-hessischen Assisengericht in Mainz wegen Hochverrats, Körperverletzung und anderen Straftaten zu 8 Jahren Zuchthausstrafe verurteilt. 1866 erfolgte eine Amnestie. 1868 kehrte er wieder nach Mainz zurück, zog dann aber bald nach München, wo er bis zu seinem Tod lebte.